# Claude Marie Terrasson
Pour les articles homonymes, voir Terrasson.
Claude Marie Terrasson, né le 5 juillet 1756 à Lyon (Rhône), mort le 9 juillet 1811 à Perpignan (Pyrénées-Orientales), est un colonel et homme politique français de la Révolution et de l’Empire.

## États de service
Il entre en service en janvier 1776, comme lieutenant en second à l’école du génie de Mézières, et il devient aspirant le 1er janvier 1779, puis lieutenant en premier le 13 juillet 1783. En novembre et décembre 1784, il exécute une mission extraordinaire en Belgique, et le 15 juillet 1789, il est envoyé à la Guadeloupe.
Il reçoit son brevet de capitaine le 1er avril 1791, et après la mort du colonel Saint-Cyran en 1793, il devient le seul officier du génie à servir sous les ordres du général Rochambeau. Ce dernier le nomme lieutenant-colonel le 20 janvier 1794, et directeur des fortifications, puis colonel le 5 mars 1794. Participant à la défense de la Guadeloupe, il est fait prisonnier le 20 avril 1794, avec toute la garnison et conduit aux États-Unis. Il est cependant reconnu comme chef de bataillon le 3 juillet 1795, par le gouvernement de la République.
De retour en France, avec le général Rochambeau, il est nommé le 21 décembre 1795, sous-directeur des fortifications de Dunkerque. Le 27 février 1796, il est promu chef de brigade, et l’année suivante, il occupe les fonctions de directeur par intérim des fortifications de Saint-Omer. En janvier 1798, il obtient un congé de convalescence à Paris.
Le 13 juillet 1799, il est nommé commandant en chef du génie de l’armée des Alpes, et le 29 août suivant il est titulaire à la sous-direction du génie à Grenoble. Le 3 septembre 1799, il est appelé au commandement du génie de l’aile gauche de l’armée d’Italie, sous les ordres du général Campredon, et il est blessé de deux coups de feu à l’épaule et au bras droit le 12 octobre 1799 près de Borgo San Dalmazzo. Le 24 juillet 1800, après avoir soigné ses blessures à Lyon, il est affecté à la 2e armée de réserve, puis en août 1800, à l’armée des Grisons, où il fait fonctions de commandant en chef du génie pendant une grande partie de la campagne. 
En novembre 1801, il passe directeur des fortifications à Lyon, et il est élu, par le Sénat conservateur, député du Rhône au Corps législatif le 27 mars 1802. Le 21 avril 1803, il devient l’un des secrétaires du Corps législatif, et le 20 janvier 1804, l’un des questeurs. Il est fait chevalier de la Légion d’honneur le 26 novembre 1803, et commandeur de l’ordre le 14 juin 1804. Il est créé chevalier de l’Empire le 26 avril 1808.
Il meurt le 9 juillet 1811 à Perpignan.

## Armoiries
| Armoiries | Nom du chevalier et blasonnement |
| --------- | --- |
|           | Chevalier Claude Marie Terrasson et de l'Empire, lettres patentes du 26 avril 1808. Tiercé en bandes de chevalier, champ d'azur trois étoiles en or dans le haut, trois croissants entrelacés en or dans le bas. Livrées : azur, rouge et or. |

## Sources
- A. Lievyns, Jean Maurice Verdot, Pierre Bégat, Fastes de la Légion-d'honneur, biographie de tous les décorés accompagnée de l'histoire législative et réglementaire de l'ordre, Tome 3, Bureau de l’administration, 1844, 529 p. (lire en ligne), p. 43.
- « Cote LH/2577/23 », base Léonore, ministère français de la Culture
- Fiche sur Assemblée nationale
- Vicomte Révérend, Armorial du premier empire, tome 4, Honoré Champion, libraire, Paris, 1897, p. 292.
- « La noblesse d’Empire » (consulté le 22 janvier 2016)
- Léon Hennet, Etat militaire de France pour l’année 1793, Siège de la société, Paris, 1903, p. 314.